# Ryuta Shimmyo
Ryuta Shimmyo (japanisch 新明 龍太 Shimmyo Ryuta; * 1. Mai 2004 in der Präfektur Chiba) ist ein japanischer Fußballspieler.

## Karriere
Ryuta Shimmyo erlernte das Fußballspielen in der Jugendmannschaft von JEF United Ichihara Chiba. Hier unterschrieb er am 1. Februar 2023 auch seinen ersten Profivertrag. Der Verein aus Ichihara, einer Stadt in der Präfektur Chiba, spielt in der zeiten japanischen Liga. Sein Zweitligadebüt gab Ryuta Shimmyo am 25. Februar 2023 (2. Spieltag) im Heimspiel gegen Montedio Yamagata. Bei der 1:3-Heimniederlage wurde er in der 86. Minute für Rui Sueyoshi eingewechselt. In seiner ersten Profisaison bestritt er acht Zweitligaspiele. Im Februar 2025 wechselte er auf Leihbasis zum Viertligisten FC Tiamo Hirakata